# 1950 في بلغاريا
فيما يلي قوائم الأحداث التي وقعت خلال عام 1950 في بلغاريا.

## سياسة

### انتهاء فترة المنصب
- 23 يناير – فاسيل كولاروف رئيس وزراء بلغاريا [الإنجليزية]‏.

## مواليد

### سبتمبر
- 16 سبتمبر – بافيل بانوف لاعب كرة قدم بلغاري.[1]

## وفيات

### يناير
- 23 يناير – فاسيل كولاروف (مواليد 1877) سياسي بلغاري.[2]